# 随侯珠
随侯珠是中国春秋战国时期随国的珍宝，与“和氏璧”并称为“春秋二宝”或“随和”。

## 随侯珠的传说
传说随国的君主随侯在一次出游途中看见一条受伤的大蛇在路旁痛苦万分，随侯心生恻隐，令人给蛇敷药包扎，放归草丛。这条大蛇痊愈后衔一颗夜明珠来到随侯住处，说：“我乃龙王之子，感君救命之恩，特来报德。”这就是被称作“灵蛇之珠”的随侯珠。

## 相关的成语
- 随珠和璧（又作“随珠荆玉”）：形容珍宝中的极品。
- 随珠弹雀：比喻做事不当，得不偿失。

## 历代文献所载
- 《庄子·让王》：“今且有人于此，以随侯之珠，弹千仞之雀，世必笑之，何也？则其所用者重，而所要者轻也。”
- 《淮南子》：“随侯之珠，卞和之璧，得之者富，失之者贫”
- 张衡《西京赋》：“流悬黎之夜光，缀随珠以为烛”
- 曹植《與楊德祖書》：「當此之時，人人自謂握靈蛇之珠，家家自謂抱荊山之玉。」
- 《搜神记》的描述：“径盈寸，纯白而夜光，可以烛室”
- 李白：“彼美汉东国，川藏明月辉。宁知丧乱后，更有一珠归。”
- 宋代陈洙《厥水》：“厥涢双水绕城隅，高谊曾闻季大夫。九十九冈风俗厚，人人况已握灵珠。”
- 旧《辞海》“随和”条目注释：“随侯之珠，卞和之璧，皆至宝也，故随和并称。”